# غريغ مكوي
غريغ مكوي (بالإنجليزية: Greg McCoy)‏ هو لاعب كرة قدم أمريكية أمريكي، ولد في 8 سبتمبر 1988 في دالاس في الولايات المتحدة.